# Lookism (Manhwa)
Lookism (koreanisch: 외모지상주의; RR: Oemojisangjuui) ist ein südkoreanischer Manwha, der seit 2014 veröffentlicht wird. 2022 erschien eine Adaption als Web-Zeichentrickserie.

## Inhalt
Park Hyeong-seok ist ein unbeliebter und gemobbter Gymnasiast, auf den wegen seiner Fettleibigkeit herabgesehen wird. Täglich von einem Straftäter gemobbt und drangsaliert, lässt er seinen Ärger verbal an seiner Mutter aus und fordert eine Schulversetzung. Er beschließt, vor seinen Problemen wegzulaufen und neu anzufangen, und zieht deswegen nach Seoul. Er plant, eine neue High School zu besuchen. Ein paar Nächte, bevor er in die Schule kommt, bekommt er jedoch einen neuen Körper. Der neue Körper von Park ist groß, muskulös und gutaussehend. Wenn er einen Körper benutzt, schläft der andere Körper ein. Park kann den Körper wechseln, indem er den Schlafenden aufweckt.
Seine Tage sind zwischen den beiden Körpern aufgeteilt. Den hübschen Körper benutzt er für den Tag und den dicken für die Nacht. Er erfährt Diskriminierung und Hass für seinen dicken Körper. Die Freundlichkeit bekommt er im hübschen Körper. Sein neuer Körper macht ihn zu einem Social-Media-Influencer, einem Auszubildenden für ein Unterhaltungsunternehmen und einem Modemodel. Nachts wird Parks Traumleben jedoch harte Realität, als er in seinen ursprünglichen Körper zurückkehrt.

## Veröffentlichung
Die Manwhaserie erscheint seit 2014 beim Verlag Naver Corporation. Die Kapitel werden auch in bisher 19 Sammelbänden veröffentlicht.

## Animationsserie
Die koreanische Zeichentrickserie entstand beim Studio Studio Mir unter der Regie von Han Kwang-il. Han Kyung-hoon komponierte den Soundtrack der Serie. Für den Vorspann verwendete man das Lied Like That, gesungen vom Ateez. Die 8 je 25 Minuten langen Folgen erschienen am 8. Dezember 2022 bei Netflix, unter anderem auf Koreanisch, Japanisch, Englisch, Deutsch, Französisch und Türkisch.
Synchronisation
Die deutschsprachige Synchronisation entstand nach den Dialogbüchern von Maximilian Hoffmann sowie unter der Dialogregie von Maximilian Hoffmann und Daniela Hoffmann durch die Synchronfirma VSI Synchron in Berlin.
| Rolle                         | Koranischer Sprecher | Deutscher Sprecher        |
| ----------------------------- | -------------------- | ------------------------- |
| Park Hyeong-seok (dick)       | Shim Kyu-hyuck       | Sebastian Fitzner         |
| Park Hyeong-seok (dünn)       | Kim Han-shin         | Sebastian Kluckert        |
| Kim Mi-jin                    | Jang Mi              | Angelina Geisler          |
| Park Ha-neul                  | Sa Moon-young        | Samina König              |
| Park Ji-ho                    | Lee Kyung-tae        | Tom Ferenc                |
| Mutter von Park Hyeong-seok   | Kim Ok-kyung         | Daniela Hoffmann          |
| Choi Su-jeong                 | Bae Jeong-mi         | Magdalena Höfner          |
| Großmutter von Pyeon Deok-hwa | Bae Jeong-mi         | Sonja Deutsch             |
| Lee Tae-seong                 | Hwang Chang-yung     | Jan Makino                |
| Pyeon Deok-hwa                | Hwang Chang-yung     | Martin Kautz              |
| Lee Eun-tae / Basco           | Jeong Jae-heon       | Fabian Kluckert           |
| CEO                           | Jeong Jae-heon       | Ingo Albrecht             |
| Lee Jin-seong                 | Ryu Seung-gon        | Oscar Räuker              |
| Park Jong-geon                | Ryu Seung-gon        | Vincent Fallow            |
| Park Han-gyeol                | Lee Gyu-chang        | Constantin von Jascheroff |
| Na Yu-eop                     | Lee Gyu-chang        | Dirk Petrick              |
| Park Beom-jae                 | Nam Doh-hyeong       | Maximilian Artajo         |
| Jang Gi-seok                  | Nam Doh-hyeong       | Konrad Bösherz            |
| Jin Ho-bin                    | Nam Doh-hyeong       | Benno Lehmann             |
| Lee Hyeon-do                  | Kim Hyeon-uk         | Sam Bauer                 |
| Go Jeong-gi                   | Kim Hyeon-uk         | Paul-Lino Krenz           |
| Kim Seul-beom                 | Kim Hyeon-uk         | Dirk Petrick              |
| Mun-seong                     |                      | Tobias Diakow             |
| Dae-ung                       |                      | Florian Clyde             |